# Quarto Mundo (quadrinhos)
Quarto Mundo foi um coletivo brasileiro de quadrinistas independentes fundado por Leonardo Melo, André Caliman, Cadu Simões e Will.
O coletivo Quarto Mundo foi criado em 2007, durante o Festival Internacional de Quadrinhos. Sua proposta era que quadrinistas independentes atuassem de forma colaborativa, especialmente com a ajuda na distribuição das obras produzidas por seus membros: cada participante seria responsável por distribuir o material dos demais em suas regiões, assim como teriam seus próprios materiais distribuídos pelos demais.
Além disso, o coletivo também desenvolveu projetos de quadrinhos, com publicações próprias, sempre de caráter independente. Diversas de suas publicações e autores ganharam o Troféu HQ Mix e o Prêmio Angelo Agostini no decorrer dos anos, sendo que o coletivo ainda recebeu o Troféu HQ Mix na categoria Grande contribuição em 2007.
Em 15 de dezembro de 2012, o coletivo encerrou suas atividades de forma oficial, com a justificativa de que o mercado brasileiro de quadrinhos cresceu a ponto do grupo não ser mais necessário da forma como foi criado.
Em outubro de 2017, em comemoração aos 10 anos de criação do coletivo, foi realizado um evento na escola HQ em FOCO.
Em janeiro de 2024, a Editora Heroica lançou um projeto de financiamento coletivo na plataforma Catarse do livro Quarto Mundo: A Revolução dos Quadrinhos Independentes no Brasil, o livro não apenas é uma edição encadernada de 37quadrinhos publicados pelo coleitvo, mas também um dossiê pelo jornalista Jota Silvestre com colaboração do jornalista, pesquisador e professor Paulo Ramos.